# پاولو الیانو
پاوْلو وُلُدیمیرویچ الیانُو (اوکراینی: Павло Володимирович Ельянов ; متولد ۱۰ مه ۱۹۸۳) استاد بزرگ شطرنج اوکراینی است. او در المپیادهای شطرنج دو مدال طلای تیمی و یک مدال نقره انفرادی کسب کرده‌است.

## حرفه
در سال ۱۹۹۹، او عضو تیم ملی شطرنج جوانان اوکراین بود که در المپیاد شطرنج زیر ۱۶ سال در آرتک (Artek) اوکراین قهرمان شد. در سال ۲۰۰۷ الیانوف با امتیاز ۹/۱۳ در گروه B مسابقات شطرنج کوروس (Corus Chess Tournament)در ویک آن زی هلند قهرمان شد. این نتیجه او را قادر ساخت تا به مسابقات دسته ۲۰ گروه کوروس A در سال ۲۰۰۸ راه یابد.

## زندگی شخصی
پدر او استاد بین‌المللی ولادیمیر الیانُو (Vladimir Eljanov)بود. در آوریل ۲۰۰۹ الیانو با شطرنج باز دارای عنوان استاد بین‌المللی زنان Olena Dvoretska ازدواج کرد. او دارای یک فرزند دختر متولد سال ۲۰۱۱ می‌باشد.